# Bronzene Prachtlibelle
Die Bronzene Prachtlibelle (Calopteryx haemorrhoidalis), die auch Braune oder Rote Prachtlibelle genannt wird, ist eine Libellenart aus der Familie der Prachtlibellen (Calopterygidae). Ihr Verbreitungsgebiet beschränkt sich auf Südwesteuropa und den nördlichen Maghreb.

## Merkmale

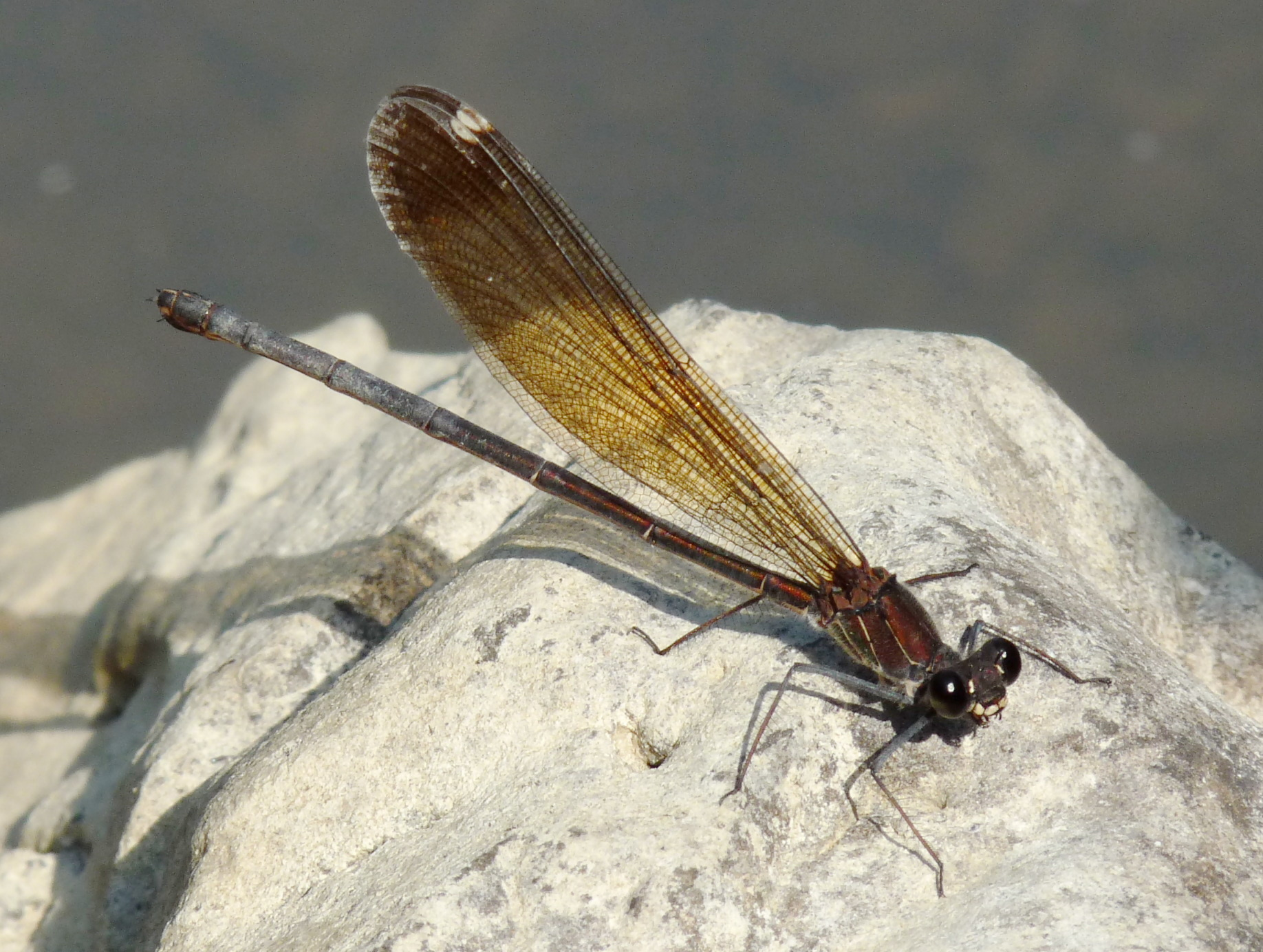
Weibchen der Bronzenen Prachtlibelle

Die Bronzene Prachtlibelle erreicht eine Abdomenlänge von 34 bis 43 Millimeter beim Männchen bzw. 31 bis 43 Millimeter beim Weibchen – die Gesamtlänge liegt bei 45 bis 48 Millimeter. Die Flügellänge (Hinterflügel) beträgt 23 bis 32 Millimeter beim Männchen und 25 bis 37 Millimeter beim Weibchen; damit erreichen beide Geschlechter eine Spannweite von etwa 45 bis 70 Millimeter.
Die Männchen haben einen dunklen, metallisch glänzenden Körper, dessen Farbgebung rot-violett, golden oder kupferfarbig sein kann. An der Unterseite der letzten beiden Abdominalsegmente befindet sich eine rosarote bis rote Färbung, die sogenannte „rote Laterne“. Diesem Merkmal verdankt die Art ihren wissenschaftlichen Namen haemorrhoidalis, der sich aus der lateinischen Bezeichnung für „Blutfluss“ ableitet.
Die Flügel besitzen ein deutliches, dunkel pigmentiertes Flügelband, das im Vergleich mit anderen Arten sehr breit ausgebildet ist. Die Weibchen haben einen metallisch-grün bis bronzefarbenen Körper und einen braunen Gürtel auf der Rückseite, die Hinterflügel haben ein auffälliges braunes Band bis zur Flügelspitze.
Aufgrund der Ausprägung der Flügelfärbung werden allgemein drei Unterarten unterschieden, wobei bei der Nominatform C. h. haemorrhoidaleis das Flügelband fast oder ganz bis zur Spitze des Hinterflügels reicht. Bei C. h. occasi reicht das Band bis zur Mitte zwischen Nodus und Flügelspitze des Vorderflügels, während die Spitze des Hinterflügels transparent ist.

## Verbreitung
Das Verbreitungsgebiet der Bronzenen Prachtlibelle beschränkt sich auf das westliche Mittelmeergebiet und erstreckt sich in Europa von Spanien und Portugal über Südfrankreich bis nach Italien sowie die Inseln des westlichen Mittelmeeres (Balearen, Korsika, Sardinien, Sizilien, Malta). In Nordafrika findet man sie im Norden Marokkos, Algeriens und Tunesiens. Dabei besiedelt die Unterart C. h. occasi die nördlichen Bereiche Südfrankreichs und die westliche Mittelmeerküste Italiens und C. h. asturica den Küstenbereichs des Atlantischen Ozeans in Nordspanien, während die Nominatform C. h. haemorrhoidalis das gesamte restliche Verbreitungsgebiet einnimmt.
Als Lebensraum werden klare Gewässer in den Oberläufen der Bäche sowie wasserpflanzenreiche offene Fließgewässer bevorzugt. Die Tiere wurden auch oft schon mit Libellen anderer Arten vergesellschaftet gefunden – so sind sie mitunter auch in großen Gruppen unterwegs.

## Lebensweise

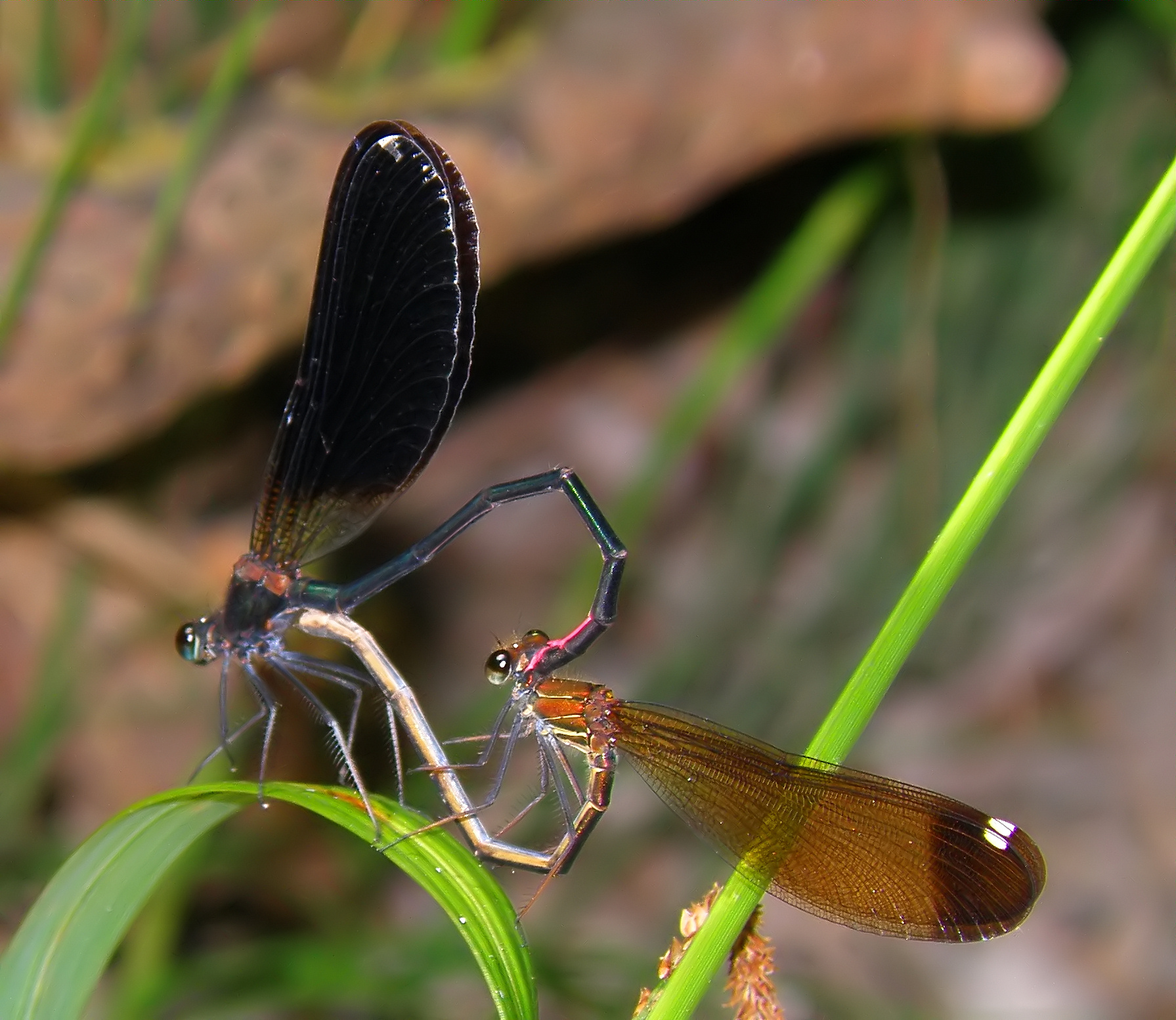
Bronzene Prachtlibellen im Paarungsrad

Die Flugzeit der Bronzenen Prachtlibelle reicht von Mai bis September, wobei ihr Verhalten weitgehend dem anderer Prachtlibellen wie der Gebänderten Prachtlibelle (C. splendens) oder der Blauflügel-Prachtlibelle (C. virgo) entspricht.
Das Männchen führt einen charakteristischen Paarungstanz auf, zeigt dabei das Abdomenende, fliegt in Kurven und breitet seine Flügel weit aus. Dazu nimmt es beim Fliegen eine gekrümmte Haltung ein. Ist das Weibchen paarungsbereit, folgt es dem Männchen nach dessen Aufführung.

## Systematik
Die Bronzene Prachtlibelle stellt eine von etwa 20 heute bekannten Arten der Gattung Calopteryx dar. Neben dieser Art sind drei weitere Arten in Europa vertreten, wobei mit der Bronzenen Prachtlibelle und der Südwestlichen Prachtlibelle (C. xanthostoma) zwei Arten nur in Südeuropa vorkommen. Alle anderen Arten verteilen sich über die Holarktis und sind entsprechend auch in Nordamerika und Asien zu finden. 
Die Schwesterart der Bronzene Prachtlibelle stellt dabei wahrscheinlich die Blauflügel-Prachtlibelle dar; nach molekularbiologischen Untersuchungen ergibt sich für die europäischen Arten folgende Verwandtschaft:
|  | Gebänderte Prachtlibelle (C. splendens)     |
|  |                                             |
|  | Südwestliche Prachtlibelle (C. xanthostoma) |
|  |                                             |

|  | Bronzene Prachtlibelle (C. haemorrhoidalis) |
|  |                                             |
|  | Blauflügel-Prachtlibelle (C. virgo)         |
|  |                                             |

|  | Gebänderte Prachtlibelle (C. splendens)     |
|  |                                             |
|  | Südwestliche Prachtlibelle (C. xanthostoma) |
|  |                                             |

|  | Bronzene Prachtlibelle (C. haemorrhoidalis) |
|  |                                             |
|  | Blauflügel-Prachtlibelle (C. virgo)         |
|  |                                             |

|  | Gebänderte Prachtlibelle (C. splendens)     |
|  |                                             |
|  | Südwestliche Prachtlibelle (C. xanthostoma) |
|  |                                             |

|  | Bronzene Prachtlibelle (C. haemorrhoidalis) |
|  |                                             |
|  | Blauflügel-Prachtlibelle (C. virgo)         |
|  |                                             |

|  | Gebänderte Prachtlibelle (C. splendens)     |
|  |                                             |
|  | Südwestliche Prachtlibelle (C. xanthostoma) |
|  |                                             |

|  | Bronzene Prachtlibelle (C. haemorrhoidalis) |
|  |                                             |
|  | Blauflügel-Prachtlibelle (C. virgo)         |
|  |                                             |